# Mika Taanila

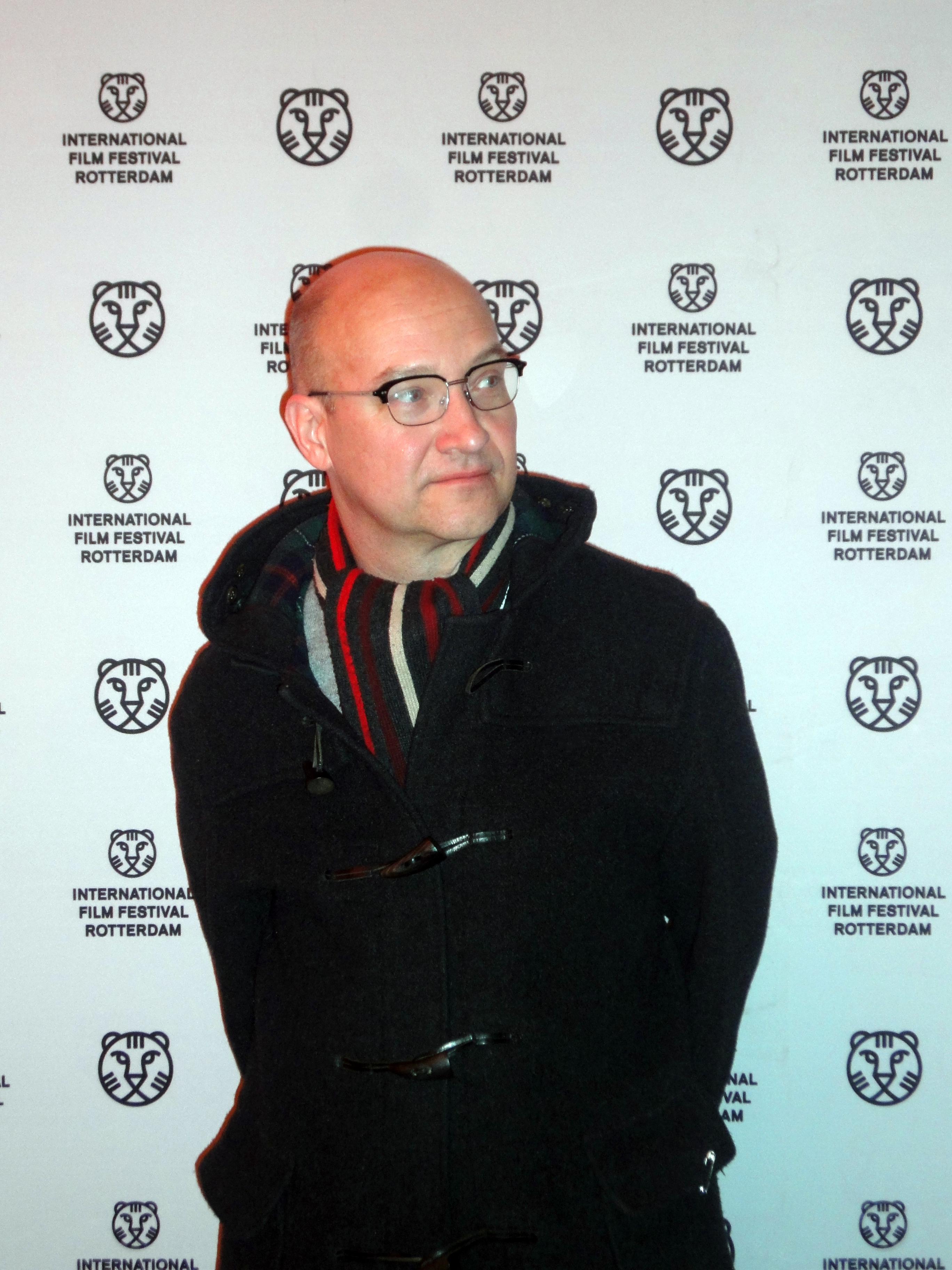
Mika Taanila (2013)

Mika Taanila (* 22. Mai 1965 in Helsinki) ist ein finnischer Dokumentar- und Experimentalfilmemacher.

## Leben und Werk
Mika Taanila studierte von 1989 bis 1992 am TV- und Filmdepartment des Polytechnischen Instituts in Lahti.
1994 gründete er die Helsinki Film Coop. Von 2000 bis 2009 war Taanila Programmdirektor des Avanto Helsinki Media Art Festival. Er ist Mitglied des Filmerkollektivs Kinotar. Mika Taanila ist Hochschullehrer an der Academy of fine Arts in Helsinki.

„Auf Film und Video hat er in mehr als zwei Jahrzehnten Werke geschaffen – kurze und lange, erzählende und abstrakte –, die einen neugierigen Blick auf die voranschreitende technologische Entwicklung, futuristische Visionen der Wissenschaft von heute und den Kreuzpunkt zwischen Kunst und Wissenschaft werfen. In der Mischung von historischem Material und experimentellen Herangehensweisen halten seine Arbeiten, ob sie sich nun mit Architektur, Design oder elektronischer Musik befassen, die Schwebe zwischen Nostalgie und Fortschrittsglauben und nehmen zugleich das in der Utopie bereits implizierte Scheitern in den Blick.“

Seit 1989 realisierte er als Regisseur mehr als 20 Kurz- und Dokumentarfilme. Dabei war er häufig auch für den Filmschnitt und das Drehbuch zuständig.

## Ausstellungen (Auswahl)

### Einzelausstellungen
- 2005 Migros Museum für Gegenwartskunst, Zürich
- 2007 Dazibao, Montréal
- 2008 Badischer Kunstverein, Karlsruhe
- 2010 Galleria Heino, Helsinki
- 2013 TENT, Rotterdam
- 2013 Contemporary Art Museum St. Louis
- 2013–14 Kiasma, Helsinki

### Gruppenausstellungen
- 2001 Istanbul Biennale, Istanbul
- 2002 Manifesta 4, Frankfurt am Main
- 2004 Berlin Biennale, Berlin
- 2006 Shanghai Biennale, Shanghai
- 2012 dOCUMENTA (13), Kassel
- 2013 Aichi Triennale, Präfektur Aichi
- 2013 Schriftfilme, Zentrum für Kunst und Medientechnologie, Karlsruhe
- 2017 Biennale di Venezia

## Filme (Auswahl)
- 1997 Elokuva muzakista (Thank You for the Music - A Film About Muzak), Kurzfilm
- 2000 Futuro – Tulevaisuuden olotila (Futuro – A new Stance for Tomorrow), Kurzfilm
- 2002 Tulevaisuus ei ole entisensä (The Future Is Not What It Used To Be), Kurzfilm
- 2002 Fysikaalinen rengas (A Physical Ring), Kurzfilm
- 2005 Optinen ääni (Optical Sound), Kurzfilm
- 2006 Sommerreise, Kurzfilm
- 2010 Puijo, Kurzfilm
- 2013 Kuuden päivän juoksu (Six Day Run), Kurzfilm
- 2015 Atomin paluu (Return of The Atom), Dokumentarfilm / Co-Regie, Drehbuch
- 2016 Mannerlaatta (Tectonic Plate)
- 2017 The World, Kurzfilm
- 2023 Monica in the South Seas, Essayfilm / Regie zusammen mit Sami van Ingen[5]

## Auszeichnungen und Nominierungen (Auswahl)
- 1997 Auszeichnung für Elokuva muzakista als bester finnischer Kurzfilm beim Filmfestival von Tampere
- 1999 Auszeichnung für Futuro – Tulevaisuuden olotila als bester finnischer Kurzfilm beim Filmfestival von Tampere
- 2005 Auszeichnung für Optinen ääni als bester finnischer Kurzfilm beim Filmfestival von Tampere
- 2013 Nominierung von Six Day Run für den „Tiger Award“ des Internationalen Filmfestivals Rotterdam im Bereich Kurzfilm
- 2015 Ars Fennica Award